# Athlétisme aux Jeux afro-asiatiques de 2003
Les compétitions d'athlétisme des 1ers Jeux afro-asiatiques ont eu lieu à Hyderabad en Inde du 28 au 30 octobre 2003.

## Résultats

### Hommes
| Épreuve | Or                                                                                    | Or             | Argent                                                            | Argent         | Bronze                                                                  | Bronze         |
| --- | ------------------------------------------------------------------------------------- | -------------- | ----------------------------------------------------------------- | -------------- | ----------------------------------------------------------------------- | -------------- |
| 100 m | Olusoji Fasuba Nigeria                                                                | 10 s 15        | Tamunosiki Atorudibo Nigeria                                      | 10 s 20        | Shingo Suetsugu Japon                                                   | 10 s 36        |
| 200 m | Frank Fredericks Namibie                                                              | 20 s 57        | Gennadiy Chernovol Kazakhstan                                     | 20 s 81        | Oumar Loum Sénégal                                                      | 20 s 99        |
| 400 m | Ezra Sambu Kenya                                                                      | 45 s 04        | Nagmeldin Ali Abubakr Soudan                                      | 45 s 44        | Sugath Tillakaratne Sri Lanka                                           | 45 s 99        |
| 800 m | Ismail Ahmed Ismail Soudan                                                            | 1 min 46 s 92  | Peter Roko Ashak Soudan                                           | 1 min 47 s 48  | Samwel Mwera Tanzanie                                                   | 1 min 47 s 98  |
| 1 500 m | Abdalla Abdelgadir Soudan                                                             | 3 min 40 s 17  | Peter Roko Ashak Soudan                                           | 3 min 40 s 21  | Benjamin Chediinya Kenya                                                | 3 min 40 s 65  |
| 5 000 m | Hailu Mekonnen Éthiopie                                                               | 13 min 49 s 08 | Markos Geneti Éthiopie                                            | 13 min 49 s 61 | Dennis Keter Kenya                                                      | 13 min 50 s 41 |
| 10 000 m | Sileshi Sihine Éthiopie                                                               | 27 min 48 s 40 | Gebregziabher Gebremariam Éthiopie                                | 28 min 08 s 79 | Boniface Toroitich Kiprop Ouganda                                       | 28 min 12 s 67 |
| 110 m haies | Todd Matthews-Jouda Soudan                                                            | 13 s 68        | Masato Naito Japon                                                | 13 s 71        | Park Tae-kyong Corée du Sud                                             | 13 s 83        |
| 400 m haies | Yevgeniy Meleshenko Kazakhstan                                                        | 49 s 66        | Ibou Faye Sénégal                                                 | 50 s 08        | Osita Okagu Nigeria                                                     | 50 s 87        |
| 3000 m steeple | John Kemboi Kibowen Kenya                                                             | 8 min 56 s 43  | Arun D'Souza Inde                                                 | 9 min 05 s 97  | Joel Kiptanui Chelimo Kenya                                             | 9 min 24 s 08  |
| 4 × 100 m | Équipe africaine Olusoji Fasuba Tamunosiki Atorudibo Saul Weigopwa Frankie Fredericks | 39 s 07        | Sénégal Abdou Demba Lam Malang Sané Jacques Sambou Oumar Loum     | 39 s 58        | Inde Amit Saha Chinnain Thirugnanadurai Piyush Kumar Sanjay Ghosh       | 39 s 64        |
| 4 × 400 m | Équipe africaine Ezra Sambu Osita Okagu Nagmeldin Ali Abubakr Ismail Ahmed Ismail     | 3 min 04 s 61  | Nigeria Abayomi Agunbiade Saul Weigopwa James Godday Bolaji Lawal | 3 min 05 s 09  | Zimbabwe Crispen Mutakanyi Temba Ncube Talkmore Nyongani Jeffrey Wilson | 3 min 05 s 35  |
| 10 km marche | Moussa Aouanouk Algérie                                                               | 43 min 33 s 58 | Sitaram Basat Inde                                                | 45 min 09 s 40 | Sakchai Samutkao Thaïlande                                              | 45 min 54 s 04 |
| Saut en hauteur | Cui Kai Chine                                                                         | 2,18 m         | Samson Idiata Nigeria                                             | 2,15 m         | Jude Sidonie Seychelles                                                 | 2,10 m         |
| Saut à la perche | Grigoriy Yegorov Kazakhstan                                                           | 5,25 m         | Karim Sène Sénégal                                                | 5,05 m         | Rafik Mefti Algérie                                                     | 4,95 m         |
| Saut en longueur | Nabil Adamou Algérie                                                                  | 7,93 m         | Ndiss Kaba Badji Sénégal                                          | 7,86 m         | Godfrey Khotso Mokoena Afrique du Sud                                   | 7,76 m         |
| Triple saut | Takashi Komatsu Japon                                                                 | 16,65 m        | Olivier Sanou Burkina Faso                                        | 16,16 m        | Godfrey Khotso Mokoena Afrique du Sud                                   | 15,92 m        |
| Lancer du poids | Shakti Singh Inde                                                                     | 19,05 m        | Burger Lambrechts Afrique du Sud                                  | 18,97 m        | Navpreet Singh Inde                                                     | 18,81 m        |
| Lancer du disque | Anil Kumar Inde                                                                       | 60,68 m        | Chima Ugwu Nigeria                                                | 59,87 m        | Omar Elghazaly Égypte                                                   | 59,77 m        |
| Lancer du marteau | Chris Harmse Afrique du Sud                                                           | 75,67 m        | Dilshod Nazarov Tadjikistan                                       | 69,72 m        | Samir Haouam Algérie                                                    | 69,37 m        |
| Lancer du javelot | Gerhardus Pienaar Afrique du Sud                                                      | 84,50 m PB     | Li Rongxiang Chine                                                | 79,01 m        | Jagdish Bishnoi Inde                                                    | 75,34 m        |
| Records et Performances - AR : Record continental (area record) - CR : Record des championnats (championship record) - MR : Record du meeting (meet record) - NR : Record national (national record) - OR : Record olympique (olympic record) - PR : Record paralympique (paralympic record) - PB : Record personnel (personal best) - SB : Meilleure performance personnelle de la saison (season's best) - WL : Meilleure performance mondiale de l'année (world leader) - WJR : Record du monde junior (world junior record) - WR : Record du monde (world record) Circonstances et Conditions - DNF : N'a pas terminé (did not finish) - DNS : N'a pas pris le départ (did not start) - DQ : Disqualification (disqualification) - NM : Aucun essai valable enregistré (No Mark) - Q : Qualifié « directement » au prochain tour (ou à la prochaine compétition), lors d'une compétition majeure, grâce au classement ou à la réalisation des minima (automatic qualifier) - q : Qualifié au prochain tour (ou à la prochaine compétition), lors d'une compétition majeure, grâce au repêchage ou à la réalisation de l'une des meilleures performances parmi celles des « non qualifiés directement » (grâce au meilleur temps ou à la meilleure distance par exemple) (secondary qualifier) |                                                                                       |                |                                                                   |                |                                                                         |                |

### Femmes
| Épreuve | Or                                                                             | Or             | Argent                                                                                    | Argent         | Bronze                                                                             | Bronze         |
| --- | ------------------------------------------------------------------------------ | -------------- | ----------------------------------------------------------------------------------------- | -------------- | ---------------------------------------------------------------------------------- | -------------- |
| 100 m | Endurance Ojokolo Nigeria                                                      | 11 s 45        | Lyubov Perepelova Ouzbékistan                                                             | 11 s 49        | Delphine Atangana Cameroun                                                         | 11 s 49        |
| 200 m | Delphine Atangana Cameroun                                                     | 23 s 37        | Saraswati Saha Inde                                                                       | 23 s 43        | Geraldine Pillay Afrique du Sud                                                    | 23 s 48        |
| 400 m | Estie Wittstock Afrique du Sud                                                 | 52 s 09        | Doris Jacob Nigeria                                                                       | 53 s 08        | Wassana Winatho Thaïlande                                                          | 53 s 88        |
| 800 m | Lwiza John Tanzanie                                                            | 2 min 01 s 68  | Wang Yuanping Chine                                                                       | 2 min 04 s 36  | Berhane Hirpassa Éthiopie                                                          | 2 min 05 s 31  |
| 1 500 m | Berhane Hirpassa Éthiopie                                                      | 4 min 17 s 36  | Kutre Dulecha Éthiopie                                                                    | 4 min 18 s 14  | Madhuri Singh Inde                                                                 | 4 min 22 s 32  |
| 5 000 m | Meseret Defar Éthiopie                                                         | 15 min 47 s 69 | Tirunesh Dibaba Éthiopie                                                                  | 15 min 48 s 21 | Dorcus Inzikuru Ouganda                                                            | 16 min 33 s 71 |
| 10 000 m | Ejegayehu Dibaba Éthiopie                                                      | 33 min 01 s 12 | Eyerusalem Kuma Éthiopie                                                                  | 33 min 20 s 19 | Sujeewa Jayasena Sri Lanka                                                         | 35 min 53 s 45 |
| 100 m haies | Angela Atede Nigeria                                                           | 13 s 18        | Feng Yun Chine                                                                            | 13 s 20        | Damaris Agbugba Nigeria                                                            | 13 s 21        |
| 400 m haies | Natalya Torshina Kazakhstan                                                    | 55 s 81        | Yao Yuehua Chine                                                                          | 56 s 29        | Wassana Winatho Thaïlande                                                          | 57 s 09        |
| 4 × 100 m | Équipe africaine I Geraldine Pillay Endurance Ojokolo Chinedu Odozor Emem Edem | 43 s 75        | Équipe africaine II Amandine Allou Affoue Angela Atede Louise Ayétotché Delphine Atangana | 43 s 75        | Thaïlande Sangwan Jaksunin Jutamass Tawoncharoen Pacharin Jandang Sujirat Sukha    | 43 s 90        |
| 4 × 400 m | Équipe africaine I Doris Jacob Glory Nwosu Estie Wittstock Ngozi Nwokocha      | 3 min 29 s 75  | Équipe africaine II Louise Ayétotché Joy Eze Kate Chiwedu Obilor Lwiza Msyani John        | 3 min 32 s 16  | Kazakhstan Natalya Torshina Svetlana Bodritskaya Tatyana Roslanova Olga Tereshkova | 3 min 32 s 41  |
| 10 km marche | Bahia Boussad Algérie                                                          | 51 min 23 s 70 | Jasmin Kaur Inde                                                                          | 51 min 36 s 60 | Estle Viljoen Afrique du Sud                                                       | 52 min 01 s 30 |
| Saut en hauteur | Marina Aitova Kazakhstan                                                       | 1,88 m         | Bobby Aloysius Inde                                                                       | 1,88 m         | Marizca Gertenbach Afrique du Sud                                                  | 1,75 m         |
| Saut à la perche | Zhang Na Chine                                                                 | 4,10 m         | Annelie van Wyk Afrique du Sud                                                            | 4,00 m         | Qin Xia Chine                                                                      | 3,90 m         |
| Saut en longueur | Anju Bobby George Inde                                                         | 6,53 m         | Lerma Gabito Philippines                                                                  | 6,30 m         | Esther Aghatise Nigeria                                                            | 6,30 m         |
| Triple saut | Huang Qiuyan Chine                                                             | 13,50 m        | Tatyana Bocharova Kazakhstan                                                              | 13,34 m        | Salamatu Alimi Nigeria                                                             | 13,00 m        |
| Lancer du poids | Li Meiju Chine                                                                 | 17,61 m        | Li Fengfeng Chine                                                                         | 17,21 m        | Juthaporn Krasaeyan Thaïlande                                                      | 16,63 m        |
| Lancer du disque | Neelam Jaswant Singh Inde                                                      | 61,93 m        | Li Yanfeng Chine                                                                          | 60,42 m        | Song Aimin Chine                                                                   | 58,41 m        |
| Lancer du marteau | Liu Yinghui Chine                                                              | 68,03 m        | Zhao Wei Chine                                                                            | 65,22 m        | Marwa Hussein Égypte                                                               | 60,60 m        |
| Lancer du javelot | Sunette Viljoen Afrique du Sud                                                 | 55,49 m        | Gurmeet Kaur Inde                                                                         | 53,37 m        | Ha Xiaoyan Chine                                                                   | 51,96 m        |
| Heptathlon | J. J. Shobha Inde                                                              | 5884 pts       | Justine Robbeson Afrique du Sud                                                           | 5587 pts       | Soma Biswas Inde                                                                   | 5532 pts       |
| Records et Performances - AR : Record continental (area record) - CR : Record des championnats (championship record) - MR : Record du meeting (meet record) - NR : Record national (national record) - OR : Record olympique (olympic record) - PR : Record paralympique (paralympic record) - PB : Record personnel (personal best) - SB : Meilleure performance personnelle de la saison (season's best) - WL : Meilleure performance mondiale de l'année (world leader) - WJR : Record du monde junior (world junior record) - WR : Record du monde (world record) Circonstances et Conditions - DNF : N'a pas terminé (did not finish) - DNS : N'a pas pris le départ (did not start) - DQ : Disqualification (disqualification) - NM : Aucun essai valable enregistré (No Mark) - Q : Qualifié « directement » au prochain tour (ou à la prochaine compétition), lors d'une compétition majeure, grâce au classement ou à la réalisation des minima (automatic qualifier) - q : Qualifié au prochain tour (ou à la prochaine compétition), lors d'une compétition majeure, grâce au repêchage ou à la réalisation de l'une des meilleures performances parmi celles des « non qualifiés directement » (grâce au meilleur temps ou à la meilleure distance par exemple) (secondary qualifier) |                                                                                |                |                                                                                           |                |                                                                                    |                |

### Tableau des médailles
| Rang  | Nation           | Or | Argent | Bronze | Total |
| ----- | ---------------- | -- | ------ | ------ | ----- |
| 1     | Chine            | 5  | 7      | 3      | 15    |
| 2     | Inde             | 5  | 6      | 5      | 16    |
| 3     | Éthiopie         | 5  | 5      | 1      | 11    |
| 4     | Afrique du Sud   | 5  | 3      | 5      | 13    |
| 5     | Nigeria          | 4  | 4      | 4      | 12    |
| 6     | Kazakhstan       | 4  | 2      | 1      | 7     |
| 7     | Soudan           | 3  | 3      | 0      | 6     |
| 8     | Algérie          | 3  | 2      | 0      | 5     |
| 9     | Équipe africaine | 2  | 1      | 0      | 3     |
| 10    | Kenya            | 2  | 0      | 3      | 5     |
| 11    | Japon            | 1  | 1      | 1      | 3     |
| 12    | Cameroun         | 1  | 0      | 1      | 2     |
| 12    | Tanzanie         | 1  | 0      | 1      | 2     |
| 14    | Namibie          | 1  | 0      | 0      | 1     |
| 15    | Sénégal          | 0  | 4      | 1      | 5     |
| 16    | Burkina Faso     | 0  | 1      | 0      | 1     |
| 16    | Côte d'Ivoire    | 0  | 1      | 0      | 1     |
| 16    | Philippines      | 0  | 1      | 0      | 1     |
| 16    | Ouzbékistan      | 0  | 1      | 0      | 1     |
| 20    | Thaïlande        | 0  | 0      | 5      | 5     |
| 21    | Sri Lanka        | 0  | 0      | 3      | 3     |
| 22    | Égypte           | 0  | 0      | 2      | 2     |
| 22    | Ouganda          | 0  | 0      | 2      | 2     |
| 24    | Seychelles       | 0  | 0      | 1      | 1     |
| 24    | Corée du Sud     | 0  | 0      | 1      | 1     |
| 24    | Tadjikistan      | 0  | 0      | 1      | 1     |
| 24    | Zimbabwe         | 0  | 0      | 1      | 1     |
| Total | Total            | 42 | 42     | 42     | 126   |

## Source
- (en) Cet article est partiellement ou en totalité issu de l’article de Wikipédia en anglais intitulé « Athletics at the 2003 Afro-Asian Games » (voir la liste des auteurs).